# (342) Endymion
Pour les articles homonymes, voir Endymion (homonymie).
(342) Endymion est un astéroïde de la ceinture principale découvert par Max Wolf le 17 octobre 1892.